# Kultura linearnotrakaste keramike
Kultura linearnotrakaste keramike (njemački Linearbandkeramik) je više najranijih poljodjelskih neolitičkih kultura (V. tisućljeće pr. Kr.) na golemom prostoru zapadne, sjeverne i srednje Europe. Nastale su akulturacijom, tj. dodirima mezolitičkoga stanovništva Slovačke, Transdanubije i Alfölda s neolitičkim zajednicama kasne starčevačke ili köröške kulture. Ime su dobile po osobitom ukrasu na polukuglastim i kuglastim posudama: najčešće urezane, katkad i slikane, pojedinačne linije ili nizovi usporednih linija što tvore različite ravnocrtne i krivocrtne uzorke. Naselja su bila smještena na rubovima plavnih nizina i sastojala su se od redova velikih pravokutnih kuća s nosivom drvenom konstrukcijom te zidovima od pletera premazana glinom. Neke su bile jednostavni stambeni objekti, a druge su imale pridodane gospodarske zgrade. Osnovu gospodarstva činio je uzgoj žitarica, ponajprije pšenice i ječma, te stočarstvo. Kultura se može podijeliti u dvije velike skupine: istočnu, koja obuhvaća istočnu Mađarsku, jugoistočnu Slovačku, zapadni Erdelj, jugozapadnu Ukrajinu i sjeverni Banat, te zapadnu, koja se prostire u Nizozemskoj, Njemačkoj, Belgiji, Francuskoj, Švicarskoj, Austriji, Češkoj, Moravskoj, Poljskoj, zapadnoj Madžarskoj, jugozapadnoj Slovačkoj, i središnjoj Hrvatskoj (korenovska kultura).